# Daniel Chester French
Daniel Chester French (Exeter, 20 de abril de 1850 – Stockbridge, 7 de outubro de 1931) foi um escultor dos Estados Unidos.
Era filho de Henry Flagg French, advogado e funcionário do governo. Sua decisão de tornar-se escultor foi influenciada por May Alcott. Estudou um ano no MIT e mais um ano em Florença, com Thomas Ball, e por um mês com John Quincy Adams Ward. Então passou a aceitar encomendas. A primeira veio da municipalidade de Concord, criando para ela em 1875 sua conhecida obra The Minute Man. Realizou várias encomendas oficiais, mas é mais lembrado pela sua monumental estátua de Abraham Lincoln, hoje no Lincoln Memorial em Washington, D.C.. Também foi um dos fundadores da Sociedade Nacional de Escultura, e membro da Academia de Artes e Ciências dos Estados Unidos, da Academia de São Lucas, da Academia Americana de Artes e Letras e da Academia Nacional de Desenho. Foi honrado com a impressão de sua efígie em um selo dos Estados Unidos em 1940, na série Americanos Famosos. Seu estúdio de verão em Chesterwood é hoje um museu.

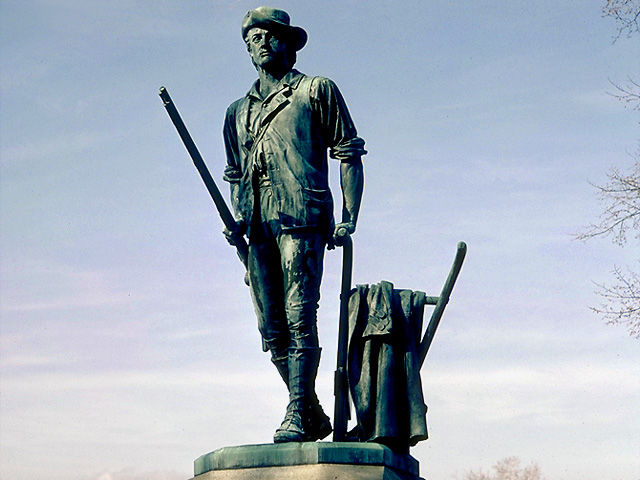
Minute Man, 1874, Concord.
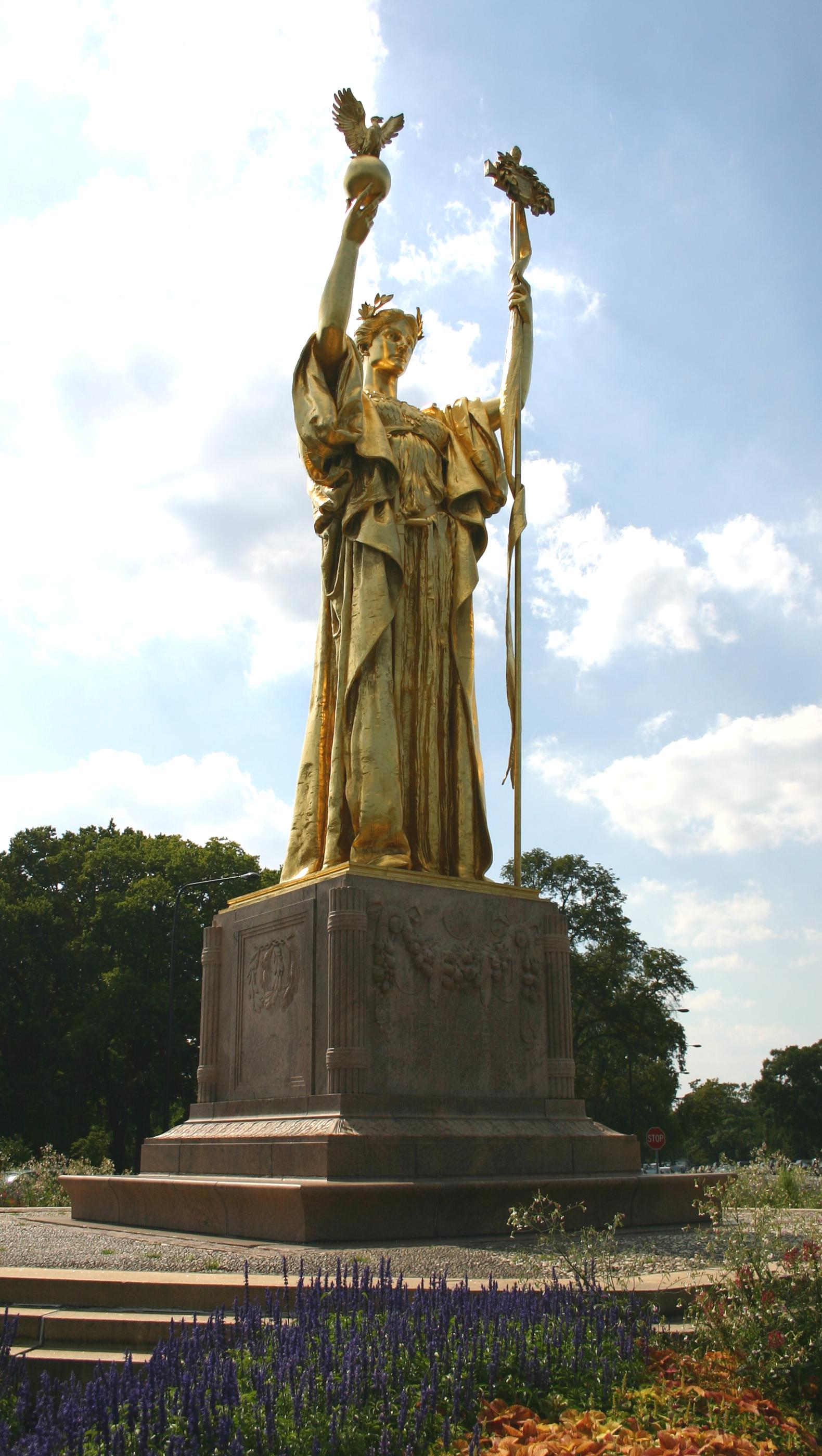
Republic, 1893-1918, Chicago.
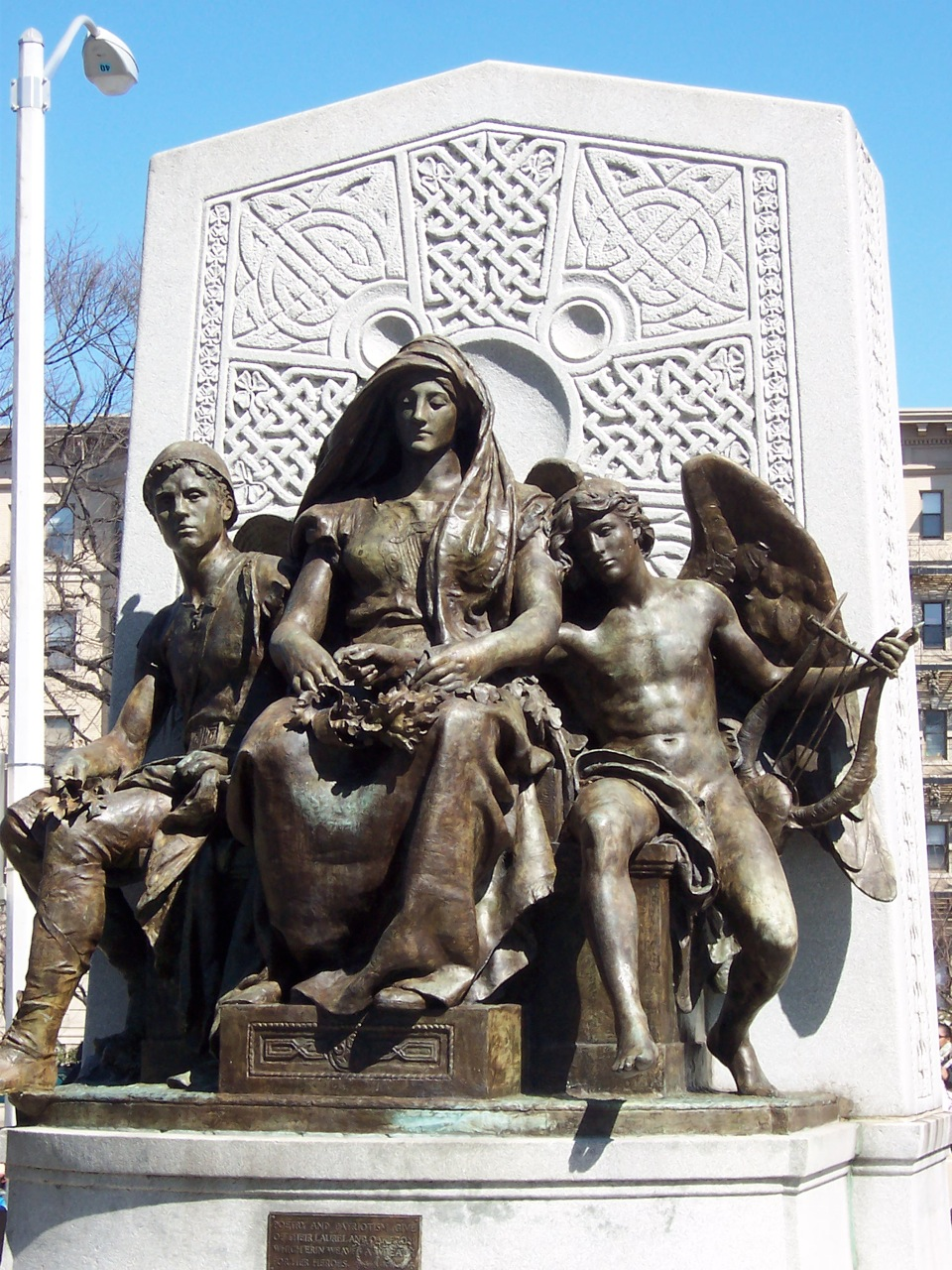
John Boyle O'Reilly Memorial, 1897, Boston.
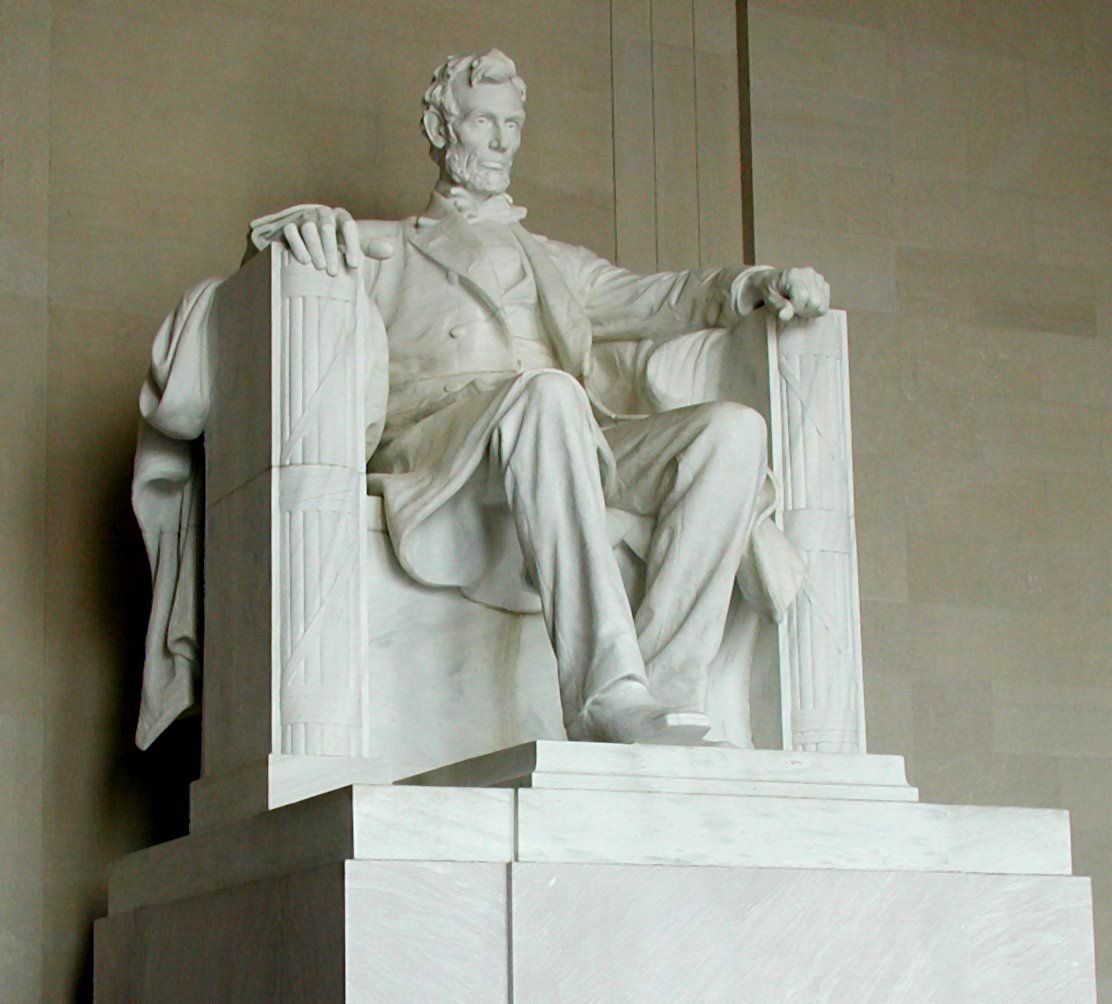
Abraham Lincoln, 1920, Lincoln Memorial, Washington, D.C.